# Bölöni Réka
Bölöni Réka (Nagyvárad, 1972. február 14. –) magyar színésznő.

## Életpályája
Nagyváradon született, 1972. február 14-én. A nagyváradi Kortárs Színpad-on kezdett színészettel foglalkozni. 19 éves korában áttelepült Magyarországra. A Hangár Színiakadémián végzett, ahol Salamon Suba László volt az osztályvezető tanára. 1997-ben alapító tagja volt a Napszínháznak, ahol három évig játszott. 1998-tól 2005-ig a Holló Színház tagja volt. Szabadfoglalkozású színművésznő, fellépett az Evangélium Színházban, játszott Galla Miklóssal a Mikroszkóp Színpadon. Díszlet- és jelmeztervezéssel is foglalkozik és a Bergengóc Zenegóc Társulat énekese. Gyermekei születése óta mesemondóként és bábszínészként is fellép. 
Édesapja Bölöni Vilmos, báb- és díszlettervező, grafikus, festőművész.

## Fontosabb színházi szerepei
- Tamási Áron: Rendes feltámadás... Péter
- Márai Sándor: A kassai polgárok... Genovéva
- Sík Sándor: István király... Ilona
- Molière: Dandin György... Kati
- Sebestyén Rita: Prokrusztész ágya... Muzsikus lány
- Mi történik, ha az örömapa is részt vesz a nászéjszakán... szereplő (Holló Színház)
- Etelka, a tapír elmegy anyagmennyiség-becslőnek... szereplő (Holló Színház)
- Grimm fivérek: Csipkerózsika... Csipkerózsika
- Gyermekműsorok:

Tündérbál... szereplő
A barackfa meséje... mesélő
A szorgos és a lusta lány... Cicoma
A favágó lánya
A rút kiskacsa (bábjáték)
Zenés mesekönyv...szereplő
- Paprikás rumli... szereplő

## Filmek, tv
- Holló szilveszter, Tv2 (1998)
- Hamvadó cigarettavég (2001)
- Csocsó, avagy éljen május elseje! (2001)
- A kassai polgárok (színházi előadás tv-felvétele)
- Meglepetés (2004)
- Etelka, a tapír elmegy anyagmennyiség-becslőnek (színházi előadás tv-felvétele, 2006)

## DVD, CD
- Etelka a tapír (DVD – 2006)
- Bergengócia (CD – 2013)